# Ankaratrotrox centralis
Ankaratrotrox centralis är en skalbaggsart som beskrevs av Renaud Maurice Adrien Paulian 1954. Ankaratrotrox centralis ingår i släktet Ankaratrotrox och familjen Aulonocnemidae. Inga underarter finns listade i Catalogue of Life.